# Yeltsin Tejeda
Yeltsin Ignacio Tejeda Valverde, né le 17 mars 1992 à Puerto Limón, au Costa Rica, est un footballeur international costaricien, qui joue comme milieu de terrain. Il évolue actuellement dans la première division du Costa Rica au CS Herediano.

## Biographie

### En club
Le 22 août 2014, le club d'Évian Thonon Gaillard officialise le transfert du joueur pour un contrat de quatre ans et un montant compris entre 500 000 et un million d'euros. Il marque son premier but sous les couleurs de l'ETG lors de la 6e journée de Ligue 1 le 21 septembre 2014 contre Bordeaux. Il rejoint par la suite le Football Club Lausanne-Sport au mercato estival de 2016. Lors de la saison 2016-2017, alors qu'il a fait une saison pleine avec Football Club Lausanne-Sport. Il va marquer son premier but sous ses nouvelles couleurs lors de la douzième journée de Super league lors d'un large succès 0-4 face au FC Saint-Gall. Il est alors élu meilleur joueur costaricain de l'année 2016. Malgré cette belle saison, le Lausanne Sport, son club est relégué en Chalenge League. Lors de la saison 2018-2019, après une blessure, il va devenir indésirable et va être transféré lors du mercato hivernal au CS Herediano.

### En sélection
International depuis 2010, il participe à la Coupe du monde 2014. Il y joue cinq matchs et atteint, avec sa sélection, les quarts de finale de la compétition.
Lors de la Coupe du monde 2018, Tejeda joue un seul match face au Brésil.
Le 3 novembre 2022, il est sélectionné par Luis Fernando Suárez pour participer à la Coupe du monde 2022.

## Statistiques
| Saison                | Club                     | Championnat           | Championnat | Championnat | Coupe(s) nationale(s) | Coupe(s) nationale(s) | Supercoupe | Supercoupe | Compétition(s) continentale(s) | Compétition(s) continentale(s) | Compétition(s) continentale(s) | Costa Rica | Costa Rica | Total | Total |
| Saison                | Club                     | Division              | M.          | B.          | M.                    | B.                    | M.         | B.         | Comp.                          | M.                             | B.                             | M.         | B.         | M.    | B.    |
| 2011-2012             | Deportivo Saprissa       | Primera División      | 38          | 3           | -                     | -                     | -          | -          | -                              | -                              | -                              | 5          | 0          | 43    | 3     |
| 2012-2013             | Deportivo Saprissa       | Primera División      | 36          | 2           | -                     | -                     | -          | -          | -                              | -                              | -                              | 9          | 0          | 45    | 2     |
| 2013-2014             | Deportivo Saprissa       | Primera División      | 36          | 0           | 2                     | 1                     | -          | -          | -                              | -                              | -                              | 13         | 0          | 51    | 1     |
| Sous-total            | Sous-total               | Sous-total            | 110         | 5           | 2                     | 1                     | -          | -          | -                              | -                              | -                              | 27         | 0          | 139   | 6     |
| 2014-2015             | Évian Thonon Gaillard FC | Ligue 1               | 27          | 1           | 1                     | 0                     | -          | -          | -                              | -                              | -                              | 4          | 0          | 32    | 1     |
| 2015-2016             | Évian Thonon Gaillard FC | Ligue 2               | 26          | 0           | 1                     | 0                     | -          | -          | -                              | -                              | -                              | 6          | 0          | 33    | 0     |
| Sous-total            | Sous-total               | Sous-total            | 53          | 1           | 2                     | 0                     | -          | -          | -                              | -                              | -                              | 10         | 0          | 65    | 1     |
| 2016-2017             | FC Lausanne-Sport        | Super League          | 11          | 0           | 1                     | 0                     | -          | -          | -                              | -                              | -                              | 3          | 0          | 15    | 0     |
| 2017-2018             | FC Lausanne-Sport        | Super League          | 17          | 1           | 3                     | 0                     | -          | -          | -                              | -                              | -                              | 11         | 0          | 31    | 1     |
| 2018-2019             | FC Lausanne-Sport        | Challenge League      | -           | -           | -                     | -                     | -          | -          | -                              | -                              | -                              | 1          | 0          | 1     | 0     |
| Sous-total            | Sous-total               | Sous-total            | 28          | 1           | 4                     | 0                     | -          | -          | -                              | -                              | -                              | 15         | 0          | 47    | 1     |
| 2018-2019             | CS Herediano             | Primera División      | 16          | 2           | -                     | -                     | -          | -          | -                              | -                              | -                              | -          | -          | 16    | 2     |
| 2019-2020             | CS Herediano             | Primera División      | 31          | 3           | -                     | -                     | -          | -          | LC                             | 2                              | 1                              | 1          | 0          | 34    | 4     |
| 2020-2021             | CS Herediano             | Primera División      | 37          | 0           | -                     | -                     | 1          | 0          | LC                             | 1                              | 0                              | 6          | 0          | 45    | 0     |
| 2021-2022             | CS Herediano             | Primera División      | 37          | 2           | -                     | -                     | -          | -          | -                              | -                              | -                              | 14         | 0          | 51    | 2     |
| 2022-2023             | CS Herediano             | Primera División      | 26          | 3           | 4                     | 1                     | 1          | 0          | LC                             | 3                              | 0                              | 6          | 1          | 40    | 5     |
| 2023-2024             | CS Herediano             | Primera División      | 20          | 1           | 1                     | 0                     | 1          | 0          | CC+CC                          | 3+6                            | 0                              | -          | -          | 31    | 1     |
| 2024-2025             | CS Herediano             | Primera División      | 23          | 0           | -                     | -                     | 1          | 0          | CC+CC                          | 1+6                            | 0                              | -          | -          | 31    | 0     |
| Sous-total            | Sous-total               | Sous-total            | 190         | 11          | 5                     | 1                     | 4          | 0          | -                              | 22                             | 1                              | 27         | 1          | 248   | 14    |
| Total sur la carrière | Total sur la carrière    | Total sur la carrière | 370         | 18          | 24                    | 2                     | 4          | 0          | -                              | 22                             | 1                              | 79         | 1          | 499   | 22    |

## Palmarès
Yeltsin Tejeda comme sa carrière au Deportivo Saprissa avec qui il est champion du Costa Rica en 2014 (tournoi de clôture) et remporte la Coupe du Costa Rica en 2013.
Après cinq saisons en Europe, il revient dans son pays natale au CS Herediano avec qui il est champion du Costa Rica à trois reprises en 2019 (tournoi d'ouverture), 2021 (tournoi d'ouverture), 2024 (tournoi d'ouverture) et 2025 (tournoi de clôture), et finaliste à quatre reprises en 2020 (ouverture), 2021 (clôture), 2022 (ouverture), 2023 (ouverture). Il remporte la Supercoupe du Costa Rica en 2020, 2022 et 2024 et en est finaliste en 2023 ainsi que de la Coupe du Costa Rica en 2022.